# Première bataille du ruisseau Eora et de la traversée de Templeton
Guerre du Pacifique de la Seconde Guerre mondiale
Batailles
- Buna-Gona
- Kokoda
- Isurava
- 1re Ruisseau Eora – Traversée de Templeton
- Efogi
- Ioribaiwa
- 2e Ruisseau Eora – Traversée de Templeton
- Oivi-Gorari
- Logistique alliée

La première bataille du ruisseau Eora et de la traversée de Templeton s'est déroulée du 31 août 1942 au 5 septembre 1942. Faisant partie de la campagne de la piste Kokoda de la Seconde Guerre mondiale, la bataille implique des forces militaires australiennes, soutenues par les États-Unis, combattant les troupes japonaises du détachement des mers du Sud du général de division Tomitarō Horii qui ont débarqué en Papouasie à la mi-1942, dans le but de capturer Port Moresby. 

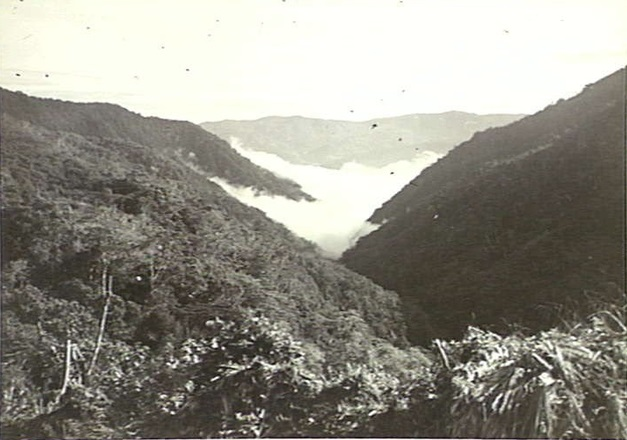
La vallée du ruisseau Eora en 1944.

La bataille est l'une des trois actions défensives menées par les Australiens le long de la piste Kokoda. Les combats entraînent le retard de l'avance japonaise vers le sud, ce qui permettra aux Australiens de se replier sur Efogi. Le village d'Eora et la traversée de Templeton furent par la suite le site d'une bataille fin octobre 1942 alors que les forces australiennes poursuivirent les forces japonaises se repliant vers la côte nord de la Papouasie.

### Lectures complémentaires
- Peter Brune, A Bastard of a Place, Crows Nest, New South Wales, Allen & Unwin, 2004 (ISBN 1-74114-403-5)
- Craig Collie et Hajime Marutani, The Path of Infinite Sorrow: The Japanese on the Kokoda Track, Crows Nest, New South Wales, Allen & Unwin, 2009 (ISBN 978-1-74175-839-9)
- Lex McAulay, Blood and Iron: The Battle for Kokoda 1942, Sydney, New South Wales, Arrow Books, 1991 (ISBN 0091826284)
- Kengoro Tanaka, Operations of the Imperial Japanese Armed Forces in the Papua New Guinea Theater During World War II, Tokyo, Japan, Japan Papua New Guinea Goodwill Society, 1980 (OCLC 9206229)